# Elisabeth van Karinthië (1262-1312)
Elisabeth van Karinthië ook bekend als Elisabeth van Gorizia-Tirol (München, circa 1262 - Königsfelden, 28 oktober 1312) was van 1282 tot 1308 hertogin-gemalin van Oostenrijk en van 1298 tot 1308 Rooms-Duits koningin. Ze behoorde tot het huis der Meinhardijnen.

## Levensloop
Elisabeth was de oudste dochter van hertog Meinhard van Karinthië, die eveneens graaf van Gorizia en Tirol was, en diens echtgenote Elisabeth, dochter van hertog Otto II van Beieren.
Op 20 december 1274 huwde Elisabeth in Wenen met graaf Albrecht I van Habsburg, de oudste zoon en erfgenaam van de kort daarvoor tot Rooms-Duits koning verkozen Rudolf I van Habsburg. Op 17 december 1282 werd Albrecht door zijn vader benoemd tot hertog van Oostenrijk en Stiermarken.
Na de dood van haar schoonvader Rudolf in 1291, werd niet Albrecht maar Adolf van Nassau tot Rooms-Duits koning verkozen. Rond dezelfde periode raakte haar echtgenoot verwikkeld in interne conflicten met de Oostenrijkse adel. In 1298 werd Adolf van Nassau afgezet als Rooms-Duits koning, waarna Albrecht op 23 juni 1298 tot Rooms-Duits koning werd verkozen. In 1299 werd Elisabeth in Neurenberg gekroond tot Rooms-Duits koningin.
Op 1 mei 1308 werd haar echtgenoot nabij de stad Windisch vermoord door zijn neef Jan Parricida. Na de moord op Albrecht stichtte Elisabeth op de plek van de moord het Clarissenklooster Königsfelden. Op het einde van haar leven trok Elisabeth zich terug in dit klooster. Op 28 oktober 1312 stierf Elisabeth er en ze werd er eveneens begraven. Later werden haar stoffelijke resten overgebracht naar de Sint-Paulusabdij in Karinthië. 

## Nakomelingen
Albrecht en Elisabeth kregen twaalf kinderen:
- Anna (1280-1327), huwde in 1295 met markgraaf Herman van Brandenburg en daarna in 1310 met hertog Hendrik VI van Silezië
- Agnes (1281-1364), huwde in 1296 met koning Andreas III van Hongarije
- Rudolf III (1282-1307), hertog van Oostenrijk en koning van Bohemen
- Elisabeth (1285-1353), huwde in 1304 met hertog Ferry IV van Lotharingen
- Frederik I (1289-1330), hertog van Oostenrijk en Rooms-Duits tegenkoning
- Leopold I (1290-1326), hertog van Oostenrijk
- Catharina (1295-1323), huwde in 1313 met hertog Karel van Calabrië
- Albrecht II (1298-1358), hertog van Oostenrijk
- Hendrik (1299-1327)
- Meinhard (1300), jong gestorven
- Otto (1301-1339), hertog van Oostenrijk
- Judith (1302-1329), huwde in 1319 met graaf Lodewijk VI van Oettingen